# 龔鐸
龔鐸，直隸顺天府大興县人，清朝政治人物、进士出身。
康熙三十三年，登进士，改庶吉士，授翰林院編修、侍读学士。